# М'якуш (біологія)
М'якуш або плоть — термін для деяких м'яких тканин організму. Різні багатоклітинні організми мають м'які тканини, які можна назвати «плоттю». У ссавців, включаючи людей, «плоть» охоплює м'язові тканини та жир, але не, наприклад, мозкову тканину. У кулінарному контексті плоть тварин (а іноді й рослин) називається м'ясом.
Зокрема, у групах тварин, таких як хребетні, молюски та членистоногі, плоть відрізняється від структур тіла, таких як кістки, черепашки та екзоскелети, відповідно. У рослин м'якуш — це м'яка тканина, яка містить такі структури, як їстівні плоди, на відміну від жорстких структур, таких як не м'ясисті плоди та деревина. У грибів «м'якуш» означає м'якуш, м'яку внутрішню частину гриба або плодового тіла.
Більш обмежене використання можна знайти в деяких контекстах, таких як візуальне мистецтво, де «плоть» може стосуватися лише видимої шкіри людини, на відміну від частин тіла, покритих одягом та волоссям. «Плоть» як дескриптор кольору зазвичай належаить до рожево-блідого кольору шкіри європеоїдної раси.

## Галерея

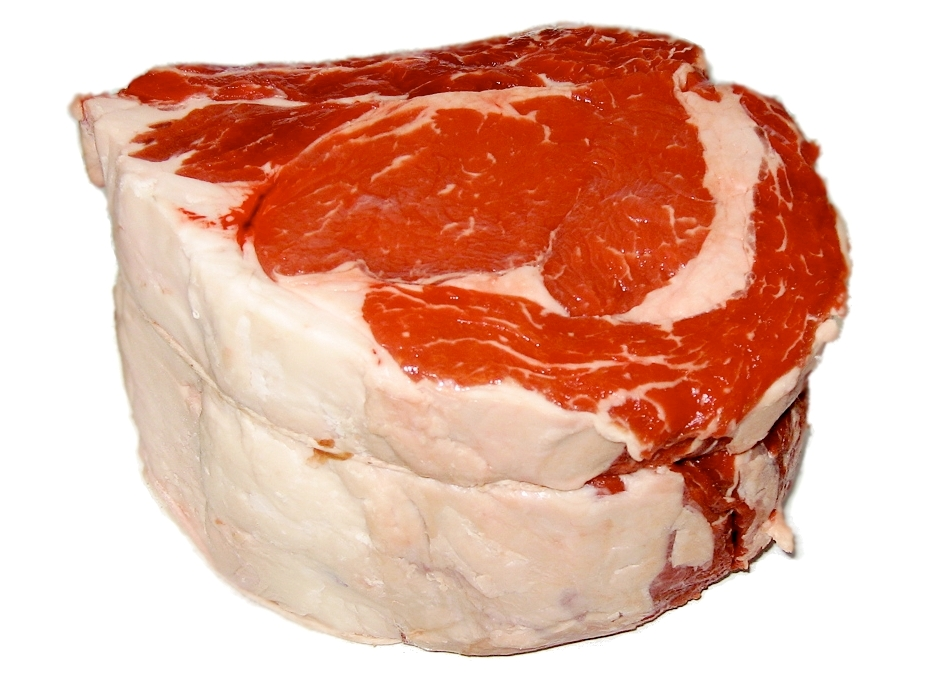
М’якуш корови (яловичина)
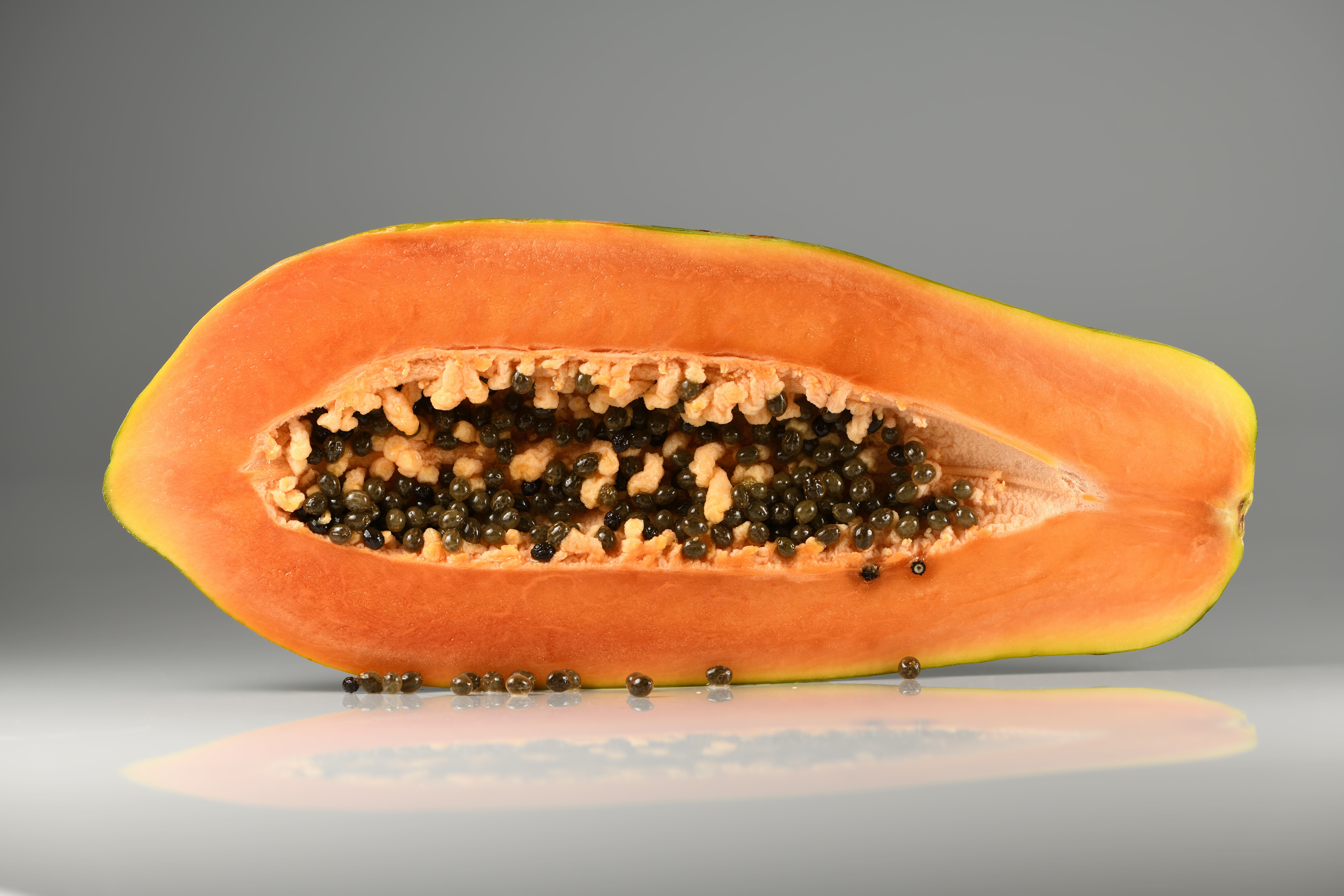
М'якуш плоду папаї
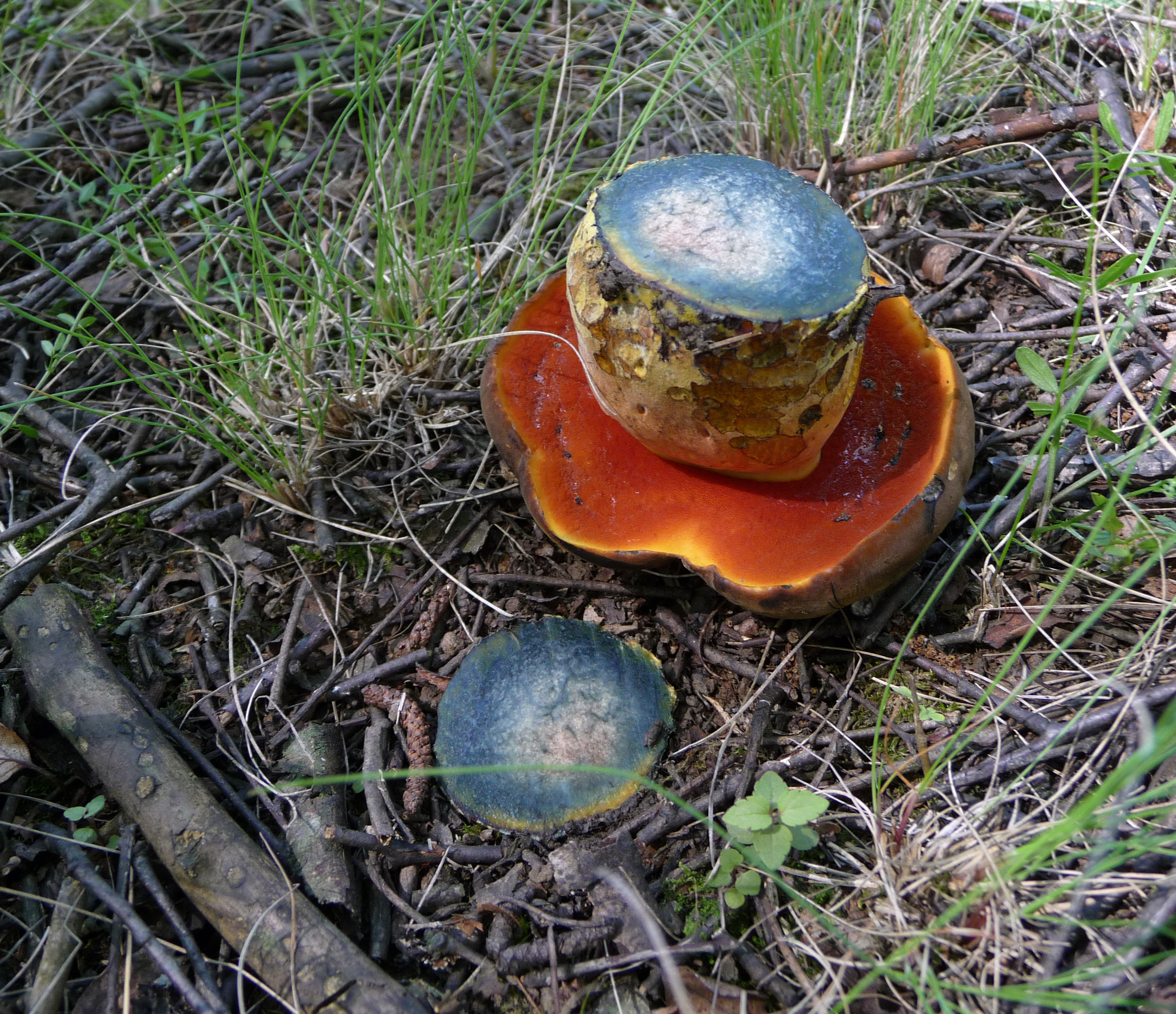
Зрізаний гриб (боровик зернистоногий), із синьім м'якушем